# Cerro de Mercado
El Cerro de Mercado es una reconocida elevación ubicada al norte del centro histórico de la ciudad de Durango, en México.

## Nombre
Este cerro debe su nombre a Ginés Vázquez de Mercado, quien en 1552 inició una expedición por el Valle del Guadiana y encontrase una protuberancia natural, que aseguraban los estudiosos de la expedición, se trataba de una mina de oro en potencia.

## Datos generales
Cerro de Mercado es uno de los yacimientos de hierro más importantes de México, el cual ha sido explotado desde 1828, para satisfacer las necesidades de la industria siderúrgica del país. Durante el tiempo de su explotación fue objeto de diversos estudios geológicos, mineralógicos y geofísicos, los cuales han aportado datos en cuanto a la forma y extensión de los cuerpos de mineral, su composición mineralógica, las condiciones de formación y su edad.
La formación del yacimiento está íntimamente relacionada con la extrusión de la secuencia volcánica félsica de edad oligocénica expuesta ampliamente en las inmediaciones del yacimiento. Por su mineralogía, escasa alteración y características texturales ha sido clasificado como de origen magmático.
Con el avance continuo de las obras de explotación ha sido posible observar los cambios mineralógicos, texturales y el comportamiento del yacimiento a profundidad.
Se localiza en el centro del Estado de Durango, justo en el límite norte de la actual ciudad capital de Durango. Constituye buena parte de un cerro aislado de mediana altura que destaca sobre la gran llanura denominada Valle de Guadiana. Sus coordenadas geográficas son 24° 02‘ 48 N y 104° 40‘ 18 W, y su altitud es de 1980 m s. n. m..